# Glenea dejeani
Glenea dejeani är en skalbaggsart som beskrevs av Charles Joseph Gahan 1889. Glenea dejeani ingår i släktet Glenea och familjen långhorningar. Inga underarter finns listade i Catalogue of Life.